# Phyllophaga duenas
Phyllophaga duenas är en skalbaggsart som beskrevs av Saylor 1941. Phyllophaga duenas ingår i släktet Phyllophaga och familjen Melolonthidae. Inga underarter finns listade i Catalogue of Life.